# Büyükyurt
Büyükyurt (kurd. Hakis) ist ein Dorf im Landkreis Nazımiye der türkischen Provinz Tunceli. Büyükyurt liegt ca. 10  km nördlich der Kreisstadt Nazımiye. Der frühere Name Büyükyurts lautet Hakis.
Zum Bucak Büyükyurt gehören folgende Dörfer: Dereova, Ayranlı, Beytaşı, Büyükyurt, Doğancık, Doğantaş, Dokuzkaya, Eğribelen, Oğullar, Ramazanköy, Sarıyayla, Yayıkağıl und Yaylacık, die nicht alle bewohnt sind.
Im Jahre 1994 wurden zwei Dörfer im Bucak Büyükyurt im Zuge der Kämpfe mit der Arbeiterpartei Kurdistans (PKK) geräumt und anschließend niedergebrannt. Im Jahre 2011 lebten wieder 60 Menschen in Büyükyurt. Dorf und Umgebung waren auch im ersten Jahrzehnt des 21. Jahrhunderts Schauplatz von Auseinandersetzungen zwischen PKK und Sicherheitskräften.